# Ярмолюк Анжела Володимирівна
Ярмолюк Анжела Володимирівна — українська композиторка, співачка, піснярка. Солістка Академічного ансамблю пісні та танцю Національної гвардії України. Заслужений діяч мистецтв України. Авторка проєктів «Ніхто, крім нас!» та «Війна. Жіночий погляд» на Українському радіо.

## Життєпис
Народилася в Криму (Джанкойський район). Закінчила Московський народний університет мистецтв (факультет аранжування для вокально-інструментальних ансамблів).
Активна учасниця Революції гідності, волонтерка Майдану.
Авторка понад 300 пісень. Співпрацює з такими українськими митцями, як: Дмитро Павличко, Павло Мовчан, Олексій Довгий, Вадим Крищенко, Сергій Вовченко, Олександр Мороз, Зоя Кучерява, Дмитро Чистяк. Пісні Ярмолюк виконують Володимир Засухін, Фемій Мустафаєв, Олександр Василенко, Оксана Нестеренко, Леонід Сандуленко, Наталія Шелепницька. Також має доробок пісень для дітей.
Щорічно проводить творчі концерти за участі українських митців та мисткинь, що часто транслюються в телеефірах. Серед творчих вечорів Анжели Ярмолюк: «Знайди мене» (2015, Центральний Будинок офіцерів ЗСУ), «Я чекаю тебе» (2016, там же), «Вишиванка» (2019, там же), патріотичний концерт «Дорогами війни» та творчий вечір «Я щастя бажаю всім» (2021, Жовтневий Палац).
Часта гостя українських радіо та телеефірів. Пропагує українську культуру і за кордоном, беручи участь у міжнародних заходах.
З  початком російсько-української війни, починаючи з квітня 2014 року, взяла участь у більш ніж у 350 концертах для воїнів АТО по всій Україні та безпосередньо в зоні АТО, пропагуючи українську пісню на Сході України. Пісні Анжели Ярмолюк є відомими по всій Україні, особливо на Сході України, де вона часта гостя на різних заходах, концертах, фестивалях. Деякі авторські пісні Ярмолюк для військовослужбовців є батальйонними, ротними і мають популярність на передовій.
В кінці лютого 2022 року, на початку повномасштабного вторгнення пішла добровольцем до військкомату і стала військовослужбовцем ТРо Збройних Сил України. Ще з 2014 року воїни дали А. Ярмолюк позивний «Angel», за яким знають її вже багато років. Служила в 241 бригаді територіальної оборони м. Києва, звільнена в липні 2022 року за станом здоров'я в званні старшого солдата. Постійно виїжджає в зону бойових дій до воїнів зі своїми концертами, проводить активну волонтерську роботу. 

## Нагороди
Лауреатка численних фестивалів, зокрема, «Шлягер року», «Пісенний вернісаж».
- На День Незалежності України[3] в 2015 році присвоєно звання «Заслужений діяч мистецтв України».
- В 2020 році нагороджена відзнакою «Орден княгині Ольги» ІІІ ступеню.
- Відзнака Міністерства оборони України — медаль «За сприяння Збройним Силам України».
- Відзнака Української Православної Церкви – медаль «За жертовність і любов до України».

## Дискографія
- 2013 — «Свічадо», в співпраці з поетом Павлом Мовчаном.
- 2015 — «Знайди мене», перший сольний альбом авторських пісень у власному виконанні.
- 2016 — «Дорожи своїм іменем, сину», в співпраці з поетом Олексієм Довгим та Фемієм Мустафаєвим.
- 2017 — «Вкраїнські пісні», другий сольний диск авторських пісень.
- 2019 — «Осінь шукала сонця» у співпраці з поетом Сергієм Вовченко.
- 2019 — «Пісні, написані війною».